# Nunnesvampmal
Nunnesvampmal (Triaxomera fulvimitrella) är en fjärilsart som beskrevs av Carl Heinrich Wilhelm Sodoffsky 1830. Nunnesvampmal ingår i släktet Triaxomera och familjen äkta malar. Arten är reproducerande i Sverige. Inga underarter finns listade i Catalogue of Life.